# Бодљикави прасићи Новог света
Бодљикави прасићи Новог света или дрволасци (Erethizontidae) су породица глодара из инфрареда Hystricognathi. Насељавају шумовита подручја широм Северне Америке и северних делова Јужне Америке. Иако припадају истом инфрареду Hystricognathi као и бодљикави прасићи Старог света, нису им блиско сродни.

## Класификација
Потпородице, родови и врсте бодљикавих прасића Новог света (Erethizontidae):
- Потпородица Chaetomyinae
  - Род Chaetomys
    - Chaetomys subspinosus
- Потпородица Erethizontinae
  - Род Coendou
    - Coendou baturitensis - новооткривена врста[2]
    - Двобојно бодљикаво прасе
 (Coendou bicolor)
    - Coendou ichillus
    - Баијанско бодљикаво прасе
 (Coendou insidiosus)
    - Црнорепо длакаво патуљасто бодљикаво прасе
 (Coendou melanurus)
    - Мексичко длакаво патуљасто бодљикаво прасе
 (Coendou mexicanus)
    - Црно патуљасто бодљикаво прасе
 (Coendou nycthemera)
    - Бразилско бодљикаво прасе
 (Coendou prehensilis)
    - Coendou pruinosus
    - Андско бодљикаво прасе
 (Coendou quichua)
    - Ротшилдово бодљикаво прасе
 (Coendou rothschildi)
    - Coendou roosmalenorum
    - Coendou rufescens
    - Coendou sanctamartae
    - Coendou speratus - новооткривена врста[3]
    - Парагвајско длакаво патуљасто бодљикаво прасе
 (Coendou spinosus)
    - Смеђе длакаво патуљасто бодљикаво прасе
 (Coendou vestitus)

  - Род Erethizon
    - Северноамеричко бодљикаво прасе
 (Erethizon dorsatum)